# 陳以信
陳以信（1972年10月31日—），中華民國政治人物，中國國民黨籍，現任國民黨海外部主任、美国華府智庫台美研究中心執行長。曾任總統府發言人、倫敦大學亞非學院台灣研究中心副研究員、剑桥大学新興強權研究中心研究員、國民黨國際事務部主任、國民黨發言人兼文化傳播委員會副主任委員、立法委員。

## 生平
陳以信出生於雲林縣斗六市，家族自清朝時期就住在台南歸仁。就讀成功高中時熱衷於演辯社活動，之後考入辯論名校輔仁大學，但為了參加新加坡華語盃辯論賽（歷年全台僅有台大獲邀），大三轉學至國立臺灣大學政治系國際關係組。由於輔大歷年表現突出，翌年主辦單位改邀輔大代表台灣參賽，使其成為陳以信「畢生遺憾沒能參加的比賽」。台大畢業後前往英國留學，為倫敦大學亞非學院發展研究學碩士、經濟學博士、亞非學院台灣研究中心副研究員。
2000年，陳以信加入中國國民黨，曾擔任立法委員陳學聖國會助理。2004年，擔任國民黨現階段基本論述小組幕僚，負責《中央月刊》專欄。
2011年，陳以信自英國返回台灣，進入總統府工作。2011年6月27日，因時任國民黨發言人蘇俊賓投入臺南市立委選舉，陳以信接任國民黨發言人。2012年總統大選時，陳以信擔任馬英九競選辦公室發言人之一。在馬英九勝選後陳以信卸下職務，回到英國繼續攻讀博士，國民黨發言人一職由殷瑋接任。
2014年5月，陳以信出任中國國民黨文傳會副主任委員，並兼任新成立的國際事務部主任與黨部發言人。
2015年2月6日，接任總統府發言人。
2020年2月1日，就任第十屆不分區立法委員。
2022年，宣布返鄉參選2024年臺南市第六選舉區立法委員，對上民主進步黨現任立委王定宇，未能當選。
2022年2月28日，產經新聞台北支局長矢板明夫指控陳以信寫信到日本產經新聞總社，以此向他施壓。陳回應稱沒有施壓。

## 選舉紀錄
| 年度 | 選舉屆數             | 選舉區                                 | 所屬政黨   | 得票數    | 得票率 | 當選標記 | 備註 |
| ---- | -------------------- | -------------------------------------- | ---------- | --------- | ------ | -------- | ---- |
| 2020 | 第十屆立法委員選舉   | 全國不分區及僑居國外國民立法委員選舉區 | 中國國民黨 | 4,723,504 | 33.36% |          |      |
| 2024 | 第十一屆立法委員選舉 | 臺南市第六選舉區                       | 中國國民黨 | 64,018    | 33.65% |          |      |

## 外部連結
- The dynamics of privatisation in China(1994‐2008):an empirical and econometric analysis.
- 立法院 -陳以信委員簡介 （页面存档备份，存于）
- 陳以信的部落格 （页面存档备份，存于）
- 陳以信的Facebook專頁